# Râul Valea lui Mihai, Izvorul Lung
Râul Valea lui Mihai este un curs de apă, afluent al râului Izvorul Lung. 

## Hărți
- Harta județului Bistrița
- Harta Munții Bârgău  Arhivat în 20 septembrie 2008, la Wayback Machine.
- Harta Munții Căliman  Arhivat în 11 octombrie 2008, la Wayback Machine.